# Sân bay London City
Sân bay London City (mã sân bay IATA: LCY, mã sân bay ICAO: EGLC) là một sân bay có một đường băng. Sân bay này chủ yếu phục vụ khu tài chính London và nằm trên một vị trí Docklands cũ, 11 km về phía đông của thành phố London, đối diện Trung tâm Regatta London, London Borough của Newham ở phía đông London. Nó được phát triển bởi Mowlem công ty kỹ thuật thời kỳ 1986/87. Trong năm 2010, đây là sân bay bận rộn thứ năm tính theo lượng hành khách và số lượt chuyến phục vụ ở khu vực London sau sân bay Heathrow, sân bay Gatwick, sân bay London Stansted và sân bay London Luton và bận rộn thứ 14 ở Anh.
Sân bay London City có một Giấy phép CAA Public Use Aerodrome (Số P728) cho phép các chuyến bay để vận chuyển hành khách công cộng hoặc cho các chuyến bay huấn luyện. Chỉ có nhiều động cơ, máy bay cánh cố định với máy bay đặc biệt và cấp giấy chứng nhận phi hành đoàn bay bay tiếp cận 5,5 độ được phép tiến hành các hoạt động tại sân bay thành phố London.
Đã có một kế hoạch tổng thể phác thảo tầm nhìn của họ cho sự phát triển đến năm 2030. Kế hoạch này bao gồm việc mở rộng của sân bay với công suất tối đa là 8 triệu hành khách mỗi năm, mà không có sự bổ sung của một đường băng thứ hai, hoặc mở rộng ranh giới sân bay.
Sân bay London City đã được mua từ các doanh nhân Ailen Dermot Desmond, trong tháng 10 năm 2006 bởi một tập đoàn bao gồm AIG Financial Corp và các đối tác cơ sở hạ tầng toàn cầu (GIP). Trong quý cuối cùng của năm 2008 GIP tăng cổ phần tại sân bay đến 75%, 25% còn lại thuộc về Highstar Capital In 2010, London City Airport served nearly 2.8 million passengers, a 0.6% reduction compared with 2009.. Năm 2010, sân bay thành phố London phục vụ gần 2,8 triệu lượt khách, giảm 0,6% so với năm 2009.

## Hãng hàng không và tuyến bay
| Hãng hàng không                                                     | Các điểm đến |
| ------------------------------------------------------------------- | --- |
| Aer Arann                                                           | Isle of Man |
| Air France vận hành bởi CityJet                                     | Amsterdam, Antwerp, Dublin, Dundee, Edinburgh, Eindhoven, Florence, Luxembourg, Nantes, Paris-Orly, Rotterdam Seasonal: Avignon, Brive, Deauville, Pau, Toulon                            |
| Alitalia vận hành bởi CityJet                                       | Milan-Linate |
| Blue Islands                                                        | Jersey |
| British Airways                                                     | New York-JFK |
| British Airways operated by BA CityFlyer                            | Amsterdam, Barcelona, Copenhagen, Edinburgh, Frankfurt, Glasgow-International, Madrid, Nice, Stockholm-Arlanda, Zurich Theo mùa: Chambéry, Faro, Geneva, Ibiza, Málaga, Palma de Mallorca |
| British Airways vận hành bởi Sun Air of Scandinavia                 | Billund |
| Lufthansa Regional vận hành bởi Lufthansa CityLine                  | Frankfurt, Munich |
| Luxair                                                              | Luxembourg |
| Sky Work Airlines                                                   | Bern |
| Swiss International Air Lines vận hành bởi Swiss European Air Lines | Geneva, Zurich |